# 伊藤裕子
伊藤 裕子（いとう ゆうこ、1974年4月18日 - ）は、日本のファッションモデル、女優、タレントである。ホリプロ・ブッキング・エージェンシー所属。身長は164cm。血液型はO型。雑誌グラビアや写真集などのモデルとしても活動。

## 略歴
東京都世田谷区出身。三姉妹の次女。成城学園高等学校を経て、成城大学法学部卒業。学生時代はグランドホッケー部に所属。また、就職活動ではフジテレビの一般職採用試験を受験した。1997年3月に大学を卒業。
大学在学中に、女性雑誌『JJ』（光文社）のモデルとなり、1997年にはテレビドラマ『ひとつ屋根の下2』（フジテレビ）への出演で女優デビューした。さらに、2006年8月には、初監督映画『FILM FACTORY』を公開した。
2025年4月1日付でホリ・エージェンシーがホリプロ・ブッキング・エージェンシーに合併されたのに伴い、同社所属となる。

## 人物
- 2011年11月15日、すでに入籍しており、妊娠6か月であることを自身のブログで発表した[2][4][5]。入籍しできちゃった結婚した男性は伊藤よりも数歳年上の当時40歳前後の会社員[2]。
- 2012年3月25日、2,580グラムの第1子となる女児を出産した。

## 出演

### テレビドラマ
- ひとつ屋根の下2（1997年、フジテレビ） - 倉橋美保 役
- 恋、した。／花椿の秘密（1997年、テレビ東京）
- 成田離婚（1997年、フジテレビ） - 佐藤美里 役
- ブラザーズ（1998年、フジテレビ） - 三島礼子 役
- ひとりぼっちの君に（1998年、TBS） - 中田香織 役
- 世にも奇妙な物語 春の特別編「親切成金」（1999年、フジテレビ） - 今泉紀子 役
- 古畑任三郎 第3シリーズ 第4話「アリバイの死角」（1999年5月4日、フジテレビ） - 瀬川エリ 役
- あぶない放課後 第8話（1999年、テレビ朝日） - 溝口すみれ 役
- shin-D ここで、キスして。（1999年、日本テレビ） - キョウコ 役　※初主演作
- 小市民ケーン（1999年、フジテレビ） - 木村夏子 役
- 科捜研の女シリーズ（1999年 - 2000年、テレビ朝日） - 城丸準子 役
- TRICK episode1 第1 - 2回（2000年、テレビ朝日） - 大森美和子 役
- D-TODAY「おいしい女たち」（2001年、日本テレビ）
- 相棒（テレビ朝日）
  - 土曜ワイド劇場 第3話「大学病院助教授、墜落殺人事件!」（2001年11月10日） - 鴻野麻奈美 役
  - 土曜ワイド劇場特別企画 第3話「相棒3〜いま明かされる7年目の真実！」（2008年6月14日） - 鴻野麻奈美 役
- 眠れぬ夜を抱いて（2002年、テレビ朝日） - 大出類子 役
- 太陽と雪のかけら（2002年、TBS） - 藤吉サリナ 役　※主演作
- ママの遺伝子 第7話（2002年、TBS） - 富田理沙 役
- 市場へ行こう!!地中海物語（2003年、フジテレビ）
- マルサ!!東京国税局査察部 第7話（2003年、関西テレビ） - 遠藤リナ 役
- 金曜エンタテイメント「お局探偵亜木子&みどりの旅情事件帳」（2003年6月 - 、フジテレビ） - 酒井みゆき 役
- 土曜ワイド劇場「警視庁女性捜査班4 同居人は夫殺しの女!」（2003年10月25日、テレビ朝日） - 中里仁美役
- 月曜ミステリー劇場「早乙女千春の添乗報告書15・奥軽井沢湯けむりツアー殺人事件」（2004年1月、TBS） - 笹森由梨絵 役
- 土曜ワイド劇場「フリー女子アナの殺人リポート 雪に埋もれた死体」（2004年4月17日、朝日放送）
- ファンタズマ〜呪いの館〜 -EPISODE1（2004年、テレビ東京）
- ディビジョン1 ステージ7『東京ミチカ』 （2004年、フジテレビ） - ミチカ 役
- 恋のから騒ぎドラマスペシャル 〜Love Stories〜2.「海に落とされた女」（2004年、日本テレビ）
- ミステリー民俗学者 八雲樹（2004年、テレビ朝日） - 田久保美和 役
- 金曜プレステージ「外科医 鳩村周五郎 闇のカルテ」シリーズ（2004年11月～、フジテレビ） - 川上明日香 役
- レガッタ〜君といた永遠〜（2006年、朝日放送・テレビ朝日） - 望月淳子 役
- ダンドリ。〜Dance☆Drill〜 第6話（2006年、フジテレビ） - 江藤早苗 役
- 三日遅れのハッピーニューイヤー!（2007年、TBS） - 金子英美 役
- 砂時計（2007年、TBS） - 植草美和子 役
- 土曜ワイド劇場「家政婦は見た!25 美貌の女社長8000億の秘密」（2007年7月14日、テレビ朝日） - 本城奈那 役
- 初恋net.com〜忘れられない恋のうた〜 episode.3 陽に向かう（2007年、朝日放送） - 野村有希子 役　※主演作
- 未来講師めぐる 第6話（2008年2月15日、テレビ朝日） - 千鶴35 / 女性警察官 役
- ケータイ捜査官7（2008年、テレビ東京） - 美作千草 役
- ラスト・フレンズ（2008年4月、フジテレビ） - 白幡優子 役
- リアル・クローズ（2008年9月16日、関西テレビ） - 日比谷しのぶ 役
- 福家警部補の挨拶（2009年1月2日、NHK総合） - 柳田の妻 役
- 土曜ワイド劇場「終着駅シリーズ〜殺人同盟」（2009年3月14日、テレビ朝日） - 柴田清子 役
- 湯けむりスナイパー（2009年4月 - 6月、テレビ東京） - 冴子 役
- 臨場（テレビ朝日） - 早坂真里子 役
  - 臨場 第一章（2009年4月15日 - 6月24日）
  - 臨場 続章（2010年4月7日 - 2010年6月23日）
- 名探偵の掟 第3話（2009年5月、テレビ朝日） - 王沢友美恵 役
- 必殺仕事人2009 第15話（2009年5月8日、朝日放送・テレビ朝日） - おゆき 役
- 月曜ゴールデン「警視庁南平班〜七人の刑事〜」（2009年8月24日、TBS） - 白石百合子 役
- 新・警視庁捜査一課9係 第10話（2009年9月9日、テレビ朝日）
- 傍聴マニア09〜裁判長!ここは懲役4年でどうすか〜 第3話（2009年11月5日、読売テレビ） - 松永貴子 役
- 地デジカ家族（2009年11月23日 - 27日、フジテレビ） - 大柳美代子 役
- 湯けむりスナイパー お正月スペシャル（2010年1月2日、テレビ東京） - 冴子 役
- 土曜ワイド劇場「越境捜査」（テレビ朝日） -　粂今日子 役
  - 警視庁VS神奈川県警、エリアの死角に消えた連続殺人犯!（2010年5月22日）
  - 警視庁VS神奈川県警、暴走車を炎上させた空飛ぶ刑事!?（2011年12月22日）
- ヘヴンズ・ロック 〜Heaven's Rock〜 第4話（2010年8月4日、関西テレビ） - 死神さんマサコ/政子 役
- 土曜ワイド劇場「おとり捜査官・北見志穂14・獄中女に間違われた女刑事!」（2010年8月7日、テレビ朝日） - 伊勢崎妙子 役
- ハンチョウ〜神南署安積班〜シリーズ3 第9話（2010年8月30日、TBS） - 織田響子 役
- 古代少女隊ドグーンV（2010年10月、毎日放送）
- 連続ドラマW「マークスの山」（2010年10月17日、WOWOW） - 西野富美子 役
- 金曜プレステージ「探偵倶楽部」（2010年10月22日、フジテレビ） - 島津江里子 役
- 外交官 黒田康作 第6話（2011年2月17日、フジテレビ） - 田中寛美 役
- 土曜ワイド劇場「鉄道捜査官12・伊勢鉄道、引き返せない単線列車からの脱出トリック!!」（2011年4月30日、テレビ朝日） -　貴島涼子 役
- 月曜ゴールデン 「駅弁刑事・神保徳之助5」（2011年5月2日、TBS） - 一之瀬まどか 役
- シマシマ 第7話（2011年6月3日、TBS） - 斉藤葵 役
- 土曜ワイド劇場「京都南署鑑識ファイル6・華道家元殺人事件」（2011年8月13日、テレビ朝日） - 日向理恵 役
- ほんとにあった怖い話 夏の特別編2011「怒りのルビー」（2011年9月3日、フジテレビ） - 山科エミ 役
- 蜜の味〜A Taste Of Honey〜 第1話（2011年10月13日、フジテレビ） - リョウの母親 役
- 連続ドラマW「造花の蜜」（2011年11月 - 12月、WOWOW） - 小杉真樹 役
- 土曜ワイド劇場「越境捜査 警視庁VS神奈川県警、暴走車を炎上させた空飛ぶ刑事!?」（2011年12月22日、テレビ朝日） -　粂今日子 役
- ドラマスペシャル「警視庁失踪人捜査課」（2011年12月24日、テレビ朝日）
- 湯けむりスナイパー お正月スペシャル2012（2012年1月7日、テレビ東京） - 冴子 役
- 遺留捜査 第2シリーズ 第6話（2012年8月23日、テレビ朝日） - 松下友美 役
- イロドリヒムラ 第1話（2012年10月15日、TBS） - ミズキ 役
- 赤川次郎原作 毒<ポイズン> 第7話（2012年11月5日、読売テレビ） - 秋山詩織 役
- 水曜ミステリー9「松本清張没後20年特別企画・留守宅の事件」（2013年4月24日、テレビ東京） - 栗山恭子 役
- 救命病棟24時 第5シリーズ（2013年7月 - 9月、フジテレビ） - 永井栄子 役
- 刑事のまなざし 第4話（2013年10月28日、TBS） - 岡崎珠美 役
- 緊急取調室 第7話（2014年2月27日、テレビ朝日） - 時任恵子 役
- 松本清張ドラマスペシャル・死の発送（2014年5月30日、フジテレビ） - 玉弥 役
- 死神くん 最終話（2014年6月20日、テレビ朝日） - 中村絵里 役
- 金田一少年の事件簿N(neo) 第5話（2014年8月16日、日本テレビ） - 藤井文香 役
- 水曜ミステリー9「多摩南署たたき上げ刑事・近松丙吉12・幻の男」（2014年8月20日、テレビ東京） - 友部蕗子 役
- 土曜ワイド劇場「広域警察5・婚活パーティに潜入捜査! 容疑者は結婚詐欺師の被害者たち?」（2014年10月25日、朝日放送） - 村田ユキ 役
- 女はそれを許さない 第7話（2014年12月2日、TBS） - 三沢麻子 役
- 水曜ミステリー9「警視庁特捜対策室 迷宮捜査の女」（2015年1月21日、テレビ東京） - 鬼頭早智子 役
- 手裏剣戦隊ニンニンジャー 忍びの9（2015年4月26日、テレビ朝日） - 加藤春風 役
- 初森ベマーズ 第7球（2015年8月22日、テレビ東京） - 権田原ウララカ 役
- ドラマ10「デザイナーベイビー - 速水刑事、産休前の難事件 -」（2015年9月 - 11月、NHK） - 柊奈智 役
- 怪盗探偵 山猫 第1話（2016年1月16日、日本テレビ） - 高杉阿佐美 役
- 月曜ゴールデン 「民間科捜研 桐野真衣の殺人鑑定」（2016年3月14日、TBS） - 狭山由海 役

### 映画
- ゴト師株式会社ルーキーズ（1999年）
- メッセンジャー（1999年） - 前川万美子 役
- 星に願いを。（2002年） - DJ 役
- 真昼の花（2005年）
- ふるり（2005年） - 涼子 役　2009年12月台湾劇場公開　お蔵出し映画祭2011にて日本初上映
- ミラーマンREFLEX （2006年） - 緋呂亜佐美 役
- MAMAN ママーン（2006年）
- 海と夕陽と彼女の涙 ストロベリーフィールズ（2006年） - 京子先生 役
- だからワタシを座らせて。 通勤電車で座る技術!（2006年）
- エコエコアザラク R-page（2006年） - 梢 役
- バブルへGO!! タイムマシンはドラム式（2007年） - 高橋裕子 役
- 刺青 背負う女（2009年） - 矢野純子 役
- TOGETHER (映画)（2009年） - 三浦早紀 役
- 海炭市叙景（2010年）
- 臨場・劇場版（2012年）
- かくて女神は笑いき Chapter3「BAD GIRLS」（2014年） - サキ 役

### 舞台
- ミュージカル「Mask of Love」（2003年9月18日-9月30日、於・東京流通センターアールンホール）
- 月の子供（2007年2月7日-18日、作・演出：秦建日子、於・本多劇場）
- シェイクス（2007年10月4日-14日、30-DELUX、於・東京芸術劇場 小ホール2）
- ギルバート・グレイプ（2011年1月16日-2月23日、脚本・演出：G2、於・東京グローブ座、森ノ宮ピロティホール）
- 朗読劇「予告犯」（2018年9月13日・14日・20日、あうるすぽっと） - 刑事 役

### テレビ番組
- 特命リサーチ200X（1996年 - 2002年、日本テレビ）
- ウッチャンナンチャンのウリナリ!!「ウリナリ消防団」「ウリナリ芸能人社交ダンス部」（1997年、日本テレビ）
- D's Garage21（1999年 - 2001年、テレビ朝日）
- 女魂（2005年 - 2006年、名古屋テレビ） - MC
- キレイのレシピ（2007年、BS朝日） - MC
- SMAP×SMAP（関西テレビ・フジテレビ） - 準レギュラー
- 元気の源泉（2008年6月21日、TBS）
- 趣味悠々「今年こそパソコンの達人1 疑問解決! やりなおしパソコン講座」（2009年4-7月、NHK教育）
- アリケン（2009年10月18日、テレビ東京）
- 祝女〜shukujo〜 サマースペシャル（2010年8月21日、NHK総合）
- 趣味の園芸 やさいの時間（2014年4月 - 2017年3月、NHK教育）
- 路線バスで寄り道の旅（2018年5月27日、テレビ朝日）

### ラジオ番組
- Love YOKOHAMA（2010年10月 - 2019年9月、ニッポン放送）

### CM
- サッポロビール 「ドラフティブラック」
- NTT「わくわく新生活フェア」（1997年2月）
- エステー 「ルームシャルダン」
- 大塚食品 「こんにゃくチップス」「紅いもおさつチップス」
- 日産 「マーチ」（ドラマ「三日遅れのハッピーニューイヤー」と連動）
- 日清食品 「日清焼そばU.F.O.」（保健室の先生）
- ENEOS 「日石灯油」（日石三菱当時、現ENEOS灯油）

### 書籍
- 「JJ」モデル（1995年10月号 - 1997年3月号）

### 写真集
- 『Route1』（2000年10月）ワニブックス
- 『月刊伊藤裕子』（2003年）新潮社

### イメージビデオ
- 『Route1』（2000年10月18日） ポニーキャニオン

### その他
- スピッツのシングル曲「スターゲイザー」（2004年）のPVに出演
- Cherry Girl（2006年 倖田來未アルバム『Black Cherry』収録DVDドラマ）
- りょー the Studio R （2012年7月1日～2012年9月30日、FMヨコハマ）所属事務所の後輩である小澤亮太のドラマ撮影による代役MC